# جاك (فاكهة)
الجاك (الاسم العلمي: Momordica cochinchinensis) هو نوع من أنواع البطيخ المعمّر، يُزرع في جميع أنحاء جنوب شرق آسيا وكوينزلاند. يتميّز الجاك بلونه البرتقالي المحمرّ الناتج عن محتواه الغني ببيتا كاروتين والليكوبين.

## التاريخ
وجد سبرنغل أن هذا النبات ينتمي لجنس Momordica وغيّر اسمه عام 1826.

## الخصائص
ينمو الجاك بشكل كروم ثنائية المسكن، ما يعني أن الزهور الذكور والإناث تكون موجودة في نباتات منفصلة، وتنتج زهوراً بطول 10 سم. يمكن أن تمتد الكروم لطول 20 متراً. تزهر النبتة مرة واحدة في السنة، مفردة أو بحزم، بعد حوالي شهرين إلى ثلاثة أشهر من زراعتها. تنتج النبتة في الموسم الواحد حوالي 30 إلى 60 ثمرة.

### الثمرة

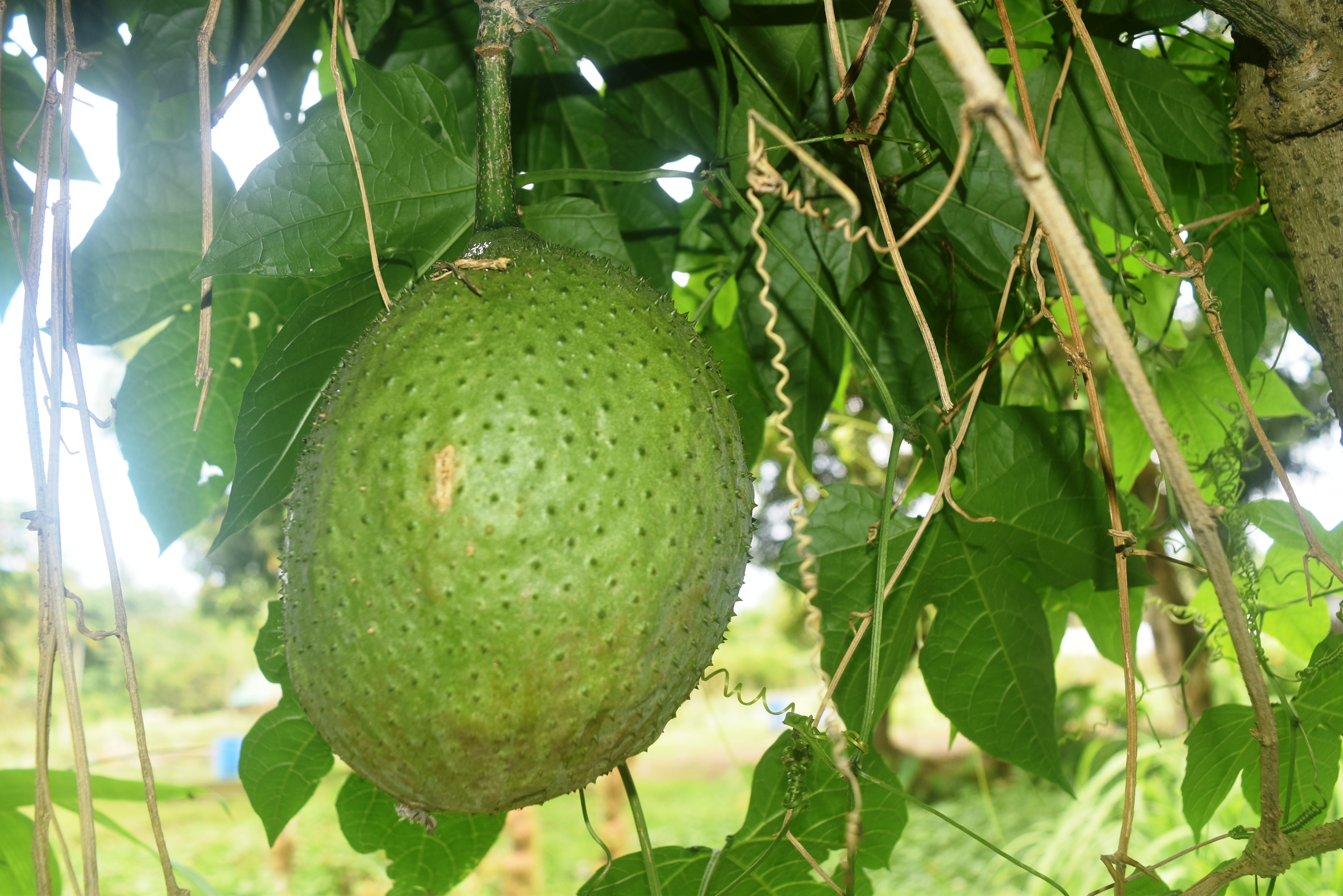
ثمرة الجاك، الفلبين

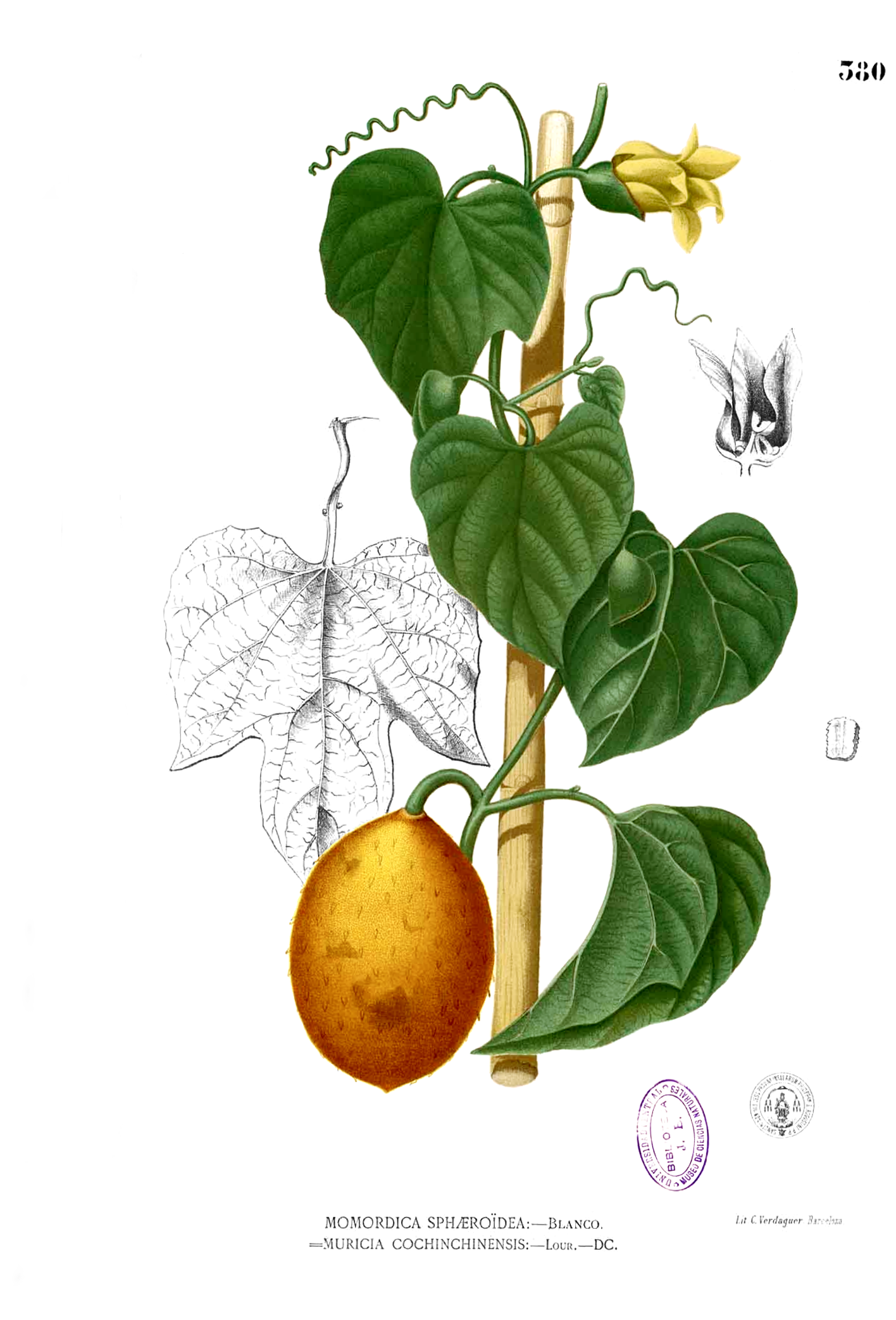
ثمرة الجاك

عادةً ما تكون الثمرة مستديرة أو مستطيلة، يبلغ طولها حالي 13 سم، وقطرها 10 سم، وتكون مغطّاة بأشواك صغيرة. عند النضج، يتغيرّ لونها تدريجياً من الأخضر إلى الأصفر إلى البرتقالي والأحمر حيث يمكن جنيها. عندئذ، تكون الفاكهة صلبة، لكنها تتحول إلى طرية بسرعة، ما يشكّل تحدياً عند تخزينها ونقلها.
فاكهة الجاك طعمها خفيف، ولبّها كثيف. يتكون الجزء الداخلي من الثمرة من جزأين، الثمرة (صفراء) وغشاء البذور (أحمر). تحتوي الثمار الأكبر حجماً على نسبة أعلى من المحتوى الصالح للأكل مقارنةً بالثمار الأصغر.

## الزراعة
بما أن نبات الجاك ثنائي المسكن، ثمة حاجة إلى نباتات من كلا الجنسين؛ وعليه بإنه يجب أن يكون لدى المزارع نبات ذكر واحد على الأقل في الحديقة أو ما حولها لتلقيح النباتات الحاملة للثمار. عند إكثار النبات من البذور، لا يمكن التنبؤ بنسبة النباتات الذكور إلى الإناث.
تسهّل الحشرات من عملية التأبير، لكن التلقيح اليدوي يتيح بإنتاج ثمار أفضل. من طرق الإكثار البديلة تطعيم الإناث بفسيلة من النبتة الذكر.
للحصول على الحد الأقصى من عملية التلقيح بمساعدة الحشرات، تبلغ النسبة الموصى بها حوالي 1 نبتة ذكر لكل 10 نبتات إناث. إذا كان التكاثر من الكروم، يحدث المزارع قطعاً قطرياً بطول حوالي 15-20 سم وعرض 3-6 مم، ثم تجذير الدرنات في الماء أو في وسائط تربة رطبة جيدة التهوية قبل الزراعة.
بصرف النظر عن دول جنوب شرق آسيا الموطن الأصلي لفاكهة الجاك، يمكن زراعته في المناطق ذات المناخ شبه الاستوائي. أما درجات الحرارة الباردة فتمنع النمو.

## التكوين
تحتوي ثمار الجاك وبذورها وزيتها على كميات كبيرة من البيتا كاروتين واللايكوبين، والتي تعطي اللون الأحمر البرتقالي المميز لنسيج الثمرة. اللب والبذور غنيان بالدهون الأحادية غير المشبعة والدهون عديدة اللاتشبّع والأحماض الدهنية، ويحتوي الزيت على 69% من الدهون غير المشبعة، بما فيها حوالي 35% من الدهون عديدة اللاتشبع. يحتوي الجاك على تركيز عالٍ من حمض اللينوليك (حمض دهني أوميغا-6) وأحماض دهنية أوميغا-3.